# Elecciones estatales de Guanajuato de 2015
Las Elecciones estatales de Guanajuato de 2015 se llevaron a cabo el domingo 7 de junio de 2015, simultáneamente con las elecciones federales y en ellas fueron renovados los titulares de los siguientes cargos de elección popular del estado mexicano de Guanajuato:
- 46 Ayuntamientos. Formados por un Presidente Municipal y regidores, electos para un periodo de tres años, no reelegibles de manera consecutiva.
- 36 Diputados al Congreso del Estado. 22 electos por mayoría relativa elegidos en cada uno de los Distritos electorales, y 14 electos por el principio de representación proporcional.

## Diputados
|  | 39.53 % |

|  | 23.50 % |

|  | 10.71 % |

|  | 6.08 % |

|  | 4.16 % |

|  | 3.21 % |

|  | 2.88 % |

|  | 2.58 % |

|  | 2.47 % |

|  | 1.39 % |

|  | 4.07 % |

|  | 100 % |

## Ayuntamientos
|  | 41.11 % |

|  | 24.66 % |

|  | 7.38 % |

|  | 10.48 % |

|  | 1.21 % |

|  | 2.74 % |

|  | 3.48 % |

|  | 2.69 % |

|  | 1.29 % |

|  | 2.06 % |

|  | 0.61 % |

|  | 96.77 % |

|  | 3.23 % |